# Ježek ušatý
Ježek ušatý či ježek dlouhouchý (Hemiechinus auritus) se vyskytuje v okolí Kaspického moře (jižní oblasti Ruska, Ukrajina, Mongolsko až do západního Pákistánu). V zajetí je občas chovaný i v Česku, má noční aktivitu. Jeho charakteristickým znakem jsou výrazné ušní boltce. 

Váží kolem 0,30–0,80 kg. Má svislý směr růstu bodlin. Při nepřízni vydrží dlouho hladovět a při dlouhodobých vedrech upadá do tzv. letního spánku = estivace. Dlouho hibernuje – až 0,5 roku. Jeho potravou je hmyz a drobní obratlovci.

V ČR je chován v ZOO Jihlava. Vyhýbá se přímému slunečnímu svitu. [zdroj⁠?!]

## Rozmnožování
Samice rodí po 35–42 dnech v dlouhých norách (až 1,50 metru) 2–7 mláďat. Porod závisí na zeměpisném rozšíření (od května do října v Indii, ale v Pákistánu od dubna do srpna).